# Oorlog achter prikkeldraad
Oorlog achter prikkeldraad is de Nederlandse vertaling van de Britse BBC-hoorspelserie The War Behind The Wire (1977). Het was gebaseerd op A Taste Of Freedom: Stories of the German And Italian Prisoners Who Escaped from Camps in Britain During World War II (1964) van Robert Jackson en tot hoorspel bewerkt door James Follett. 

## Nederlandse vertaling
De Nederlandse vertalingen gebeurden door Han Visserman, Gerrit de Blaauw, Agnes de Wit en Gisèle Gouverne. De regisseur was Hero Muller. Er verschenen in totaal vier delen, allen uitgezonden door de AVRO. 

## Lijst van de vier delen
- Tien dagen paniek, door de BBC uitgezonden op 5 september 1977. De AVRO-vertaling op 15 oktober 1986.
- Vliegende vluchtelingen, door de BBC uitgezonden op 12 september 1977. De AVRO-vertaling op 22 oktober 1986.
- Een gevangene van belang, door de BBC uitgezonden op 19 september 1977. De AVRO-vertaling op 29 oktober 1986.
- De man die weer terugkwam, door de BBC uitgezonden op 26 september 1977. De AVRO-vertaling op 15 november 1986.